# Tor yunnanensis
Tor yunnanensis е вид лъчеперка от семейство Шаранови (Cyprinidae). Видът е застрашен от изчезване.

## Разпространение
Видът е разпространен само в езерото Фуксиан в Юнан, Китай. Той е силно засегнат от въведените нови видове риби, замърсяването и прекомерният риболов и не е наблюдаван след 90-те години.